# Дуб черешчатий (пам'ятка природи, Шепетівський район)
Дуб чере́шчатий — ботанічна пам'ятка природи місцевого значення в Україні. Об'єкт природно-заповідного фонду Хмельницької області. 
Розташована в межах Шепетівського району Хмельницької області, на захід від міста Шепетівка. 
Площа 9,1 га. Статус присвоєно згідно з рішенням облвиконкому від 15.10.1986 року № 225. Перебуває у віданні ДП «Шепетівський лісгосп» (Кам'янське лісництво, кв. 29, вид. 12). 
Статус присвоєно для збереження частини лісового масиву з високопродуктивними насадженнями дуба віком понад 150 року. Ділянка є цінним генетичним резерватом.